# Bewusstseinsstörung
Bewusstseinsstörung ist eine Störung einer der Vitalfunktionen und von Elementarfunktionen der menschlichen Psyche. Sie gehört zu den psychopathologischen Symptomen und kann bei verschiedenen neurologischen und psychischen Erkrankungen auftreten.
Unter Bewusstseinsstörung wird in der deutschsprachigen Psychopathologie jede Beeinträchtigung oder (subjektiv ggf. sogar positiv empfundene) Veränderung des gewöhnlichen (normalen, durchschnittlichen oder gewohnheitsmäßig eingenommenen) Tages-, Normal- oder Alltagsbewusstseins verstanden. Die Fähigkeit Betroffener zur Selbstkontrolle ist dabei derart verändert, dass die Möglichkeit der üblichen Interaktion mit ihnen erschwert oder unmöglich ist.
Formal können die Bewusstseinsstörungen in quantitative und qualitative Bewusstseinsstörungen eingeteilt werden.

## Formen

### Quantitative Bewusstseinsstörungen
Quantitative Bewusstseinsstörungen sind Bewusstseinsverminderungen, da sie sich auf den Wachheitsgrad auswirken (die Vigilanz). Die Wachheitsstufen reichen von Benommenheit über Somnolenz und Sopor bis hin zur Bewusstlosigkeit bzw. den verschiedenen Graden von Koma. In der Neurologie werden sie auch als Bewusstseinstrübung bezeichnet, sind jedoch nicht mit der qualitativen Bewusstseinstrübung zu verwechseln.
1. Benommenheit: Denken und Handeln sind hier deutlich bis hin zur Apathie verlangsamt und die Orientierungsfähigkeit ist herabgesetzt oder eingeschränkt: geringe spontane sprachliche Äußerungen, langsames Denken und reduzierte Auffassungsgabe; durch Ansprache oder Anfassen leicht weckbar.
2. Somnolenz: Es besteht eine beständige Schläfrigkeit oder Schlafneigung, die durch einfache Weckreize aber noch jederzeit unterbrochen werden kann: keine spontanen sprachlichen Äußerungen; wenn doch, dann unverständlich (Murmeln). Reflexe sind erhalten, herabgesetzte Konzentration und Aufmerksamkeit.
3. Sopor: Schlafgleicher Zustand, aus dem Betroffene nur noch mit Mühe und Anwendung starker Reize, etwa Schmerzreize, aufgeweckt werden können: nicht mehr orientiert, keine sprachlichen Äußerungen, Reflexe erhalten.
4. Koma: der höchste Grad der Bewusstseinsverminderung, wenn jemand durch keinerlei Mittel mehr geweckt werden kann. Neurologisch können dabei anhand zunehmender Reflexausfälle weitere Grade bis hin zum tiefsten Koma unterschieden werden, in dem zentrale Lebensreflexe erloschen sind und größte Lebensgefahr durch Aussetzen der Atmung besteht; keine Abwehrbewegungen.
Ein Sonderfall des Komas ist das sogenannte Wachkoma oder Apallische Syndrom. Zu unterscheiden ist das Koma als ungeregelter Bewusstseinsverlust von der medikamentös herbeigeführten Bewusstseinsminderung, die in der Medizin als künstliches Koma bezeichnet wird.

Es gab und gibt verschiedene Einteilungsmöglichkeiten von Bewusstseinsstörungen wie dem Koma. In der Notfallmedizin ist heute die Einteilung anhand der Glasgow Coma Scale (GCS) üblich. Eine Bewusstseinsminderung kann daran erkannt werden, dass der Patient nur verlangsamt, nicht situationsgerecht oder gar nicht auf (lautes) Ansprechen und Anfassen reagiert. Bei fortgeschrittener Bewusstseinsstörung zeigt er auch nur ungezielte Abwehr oder keine Reaktion auf Schmerzreize.

### Qualitative Bewusstseinsstörungen
Qualitative Bewusstseinsstörungen wirken sich auf die Bewusstseinsklarheit aus, d. h., die Bewusstseinsinhalte sind verändert und die Bewusstseinsklarheit ist vermindert.
Als qualitative Bewusstseinsstörungen gelten neben der Bewusstseinstrübung alle Formen der Bewusstseinseinengung und Bewusstseinsverschiebung und -erweiterung.
- Von Bewusstseinstrübung spricht man bei Verwirrtheit von Denken und Handeln, d. h. mangelnder Klarheit der Vergegenwärtigung des Erlebens im Eigenbereich oder in der Umwelt mit Verwirrtheit des Denkens und Handelns. Dazu gehören Desorientiertheit, Angst, Halluzinationen, Störung des Schlaf-Wach-Rhythmus und vegetative Störungen, die lebensbedrohlich sein können. Handeln und Kommunikation sind gestört. Eine Trübung des Bewusstseins kann ständig bestehen und damit kontinuierlich sein, aber auch nur zeitweise auftreten („zerstückeltes Bewusstsein“).
  - Vorkommen / Mögliche Ursachen: Medikamente, Intoxikationen, Drogen, Entzug, metabolische Erkrankungen (allgemein: Stoffwechselstörungen), Tumor und Schädel-Hirn-Traumata, Kardiovaskuläre Probleme, Delir, Morbus Alzheimer, vaskuläre Demenz, Paranoid-halluzinatorische Schizophrenie.
- Eine Bewusstseinseinengung besteht in einer erlebnisbedingten, gedanklichen oder emotionalen Fixierung auf einen Erlebensaspekt mit der Folge verminderter Ansprechbarkeit, verschobener Bewusstseinslage und Amnesie. Die Person ist nicht desorientiert. Dieser Zustand beginnt und endet meist innerhalb kurzer Zeit.
Vorkommen: nach epileptischen Anfällen, bei Schädel-Hirn-Traumata, bei Gehirnentzündungen oder im pathologischen Rausch.
- Bei einer Bewusstseinsverschiebung/-erweiterung/-veränderung handelt es sich um eine ungewöhnliche Veränderung der Bewusstseinslage gegenüber dem üblichen oder normalen Tageswachbewusstsein. Eine Veränderung im Wacherleben mit Gefühlen der Intensitäts- oder Helligkeitssteigerung. Sie kann in Form einer gesteigerten Wachheit („Überwachheit“) auftreten, evtl. verbunden mit einer ähnlich veränderten Wahrnehmungsfähigkeit, wie sie bei höhergradigen, oft meditativ erreichten oder unterstützten Graden von Achtsamkeit gegeben ist. Häufig wird auch eine deutlich über „Begeisterung“ hinausgehende – insbesondere gefühlsbetonte – „ekstatische“ Erlebensweise hierzu gerechnet, obwohl diese in einer spontanen und erlebnisbedingten konzentrativen Bewusstseinszuspitzung und damit eher in einer Bewusstseinseinengung auf etwas momentan Erlebtes besteht. Ekstasen haben damit Ähnlichkeit zur Trance, in die sie denn auch übergehen können, wenn es sich im Einzelfall nicht realiter sogar um eine solche handelt.
Vorkommen: Drogen, beginnende Manie, beginnende Schizophrenie, intensive Meditation.

## Ursachen
Ursachen quantitativer Bewusstseinsstörungen (Bewusstseinsminderungen)
Eine Bewusstseinsminderung ist immer ein Symptom einer körperlichen Gesundheitsstörung. Dabei kommen in Betracht:
- Hypo-/Hyperglykämie, mit Blutzuckerspiegel unter ca. 60 mg/dl oder über ca. 400 mg/dl;
- Schädel-Hirn-Traumata aller Art durch Gehirnerschütterung (Commotio cerebri), Gehirnprellung (Contusio cerebri) oder Gehirnquetschung (Compressio cerebri) mit oder ohne Hirnblutung etwa bei einem Schädelbasisbruch;
- Schlaganfall (Apoplektischer Insult);
- hirnbedingte Krampfanfälle, beispielsweise Epilepsie (vgl. Status epilepticus);
- Störungen von Atmung und Kreislauf, dadurch bekommt das Gehirn nicht genügend Blut und damit auch zu wenig Sauerstoff;
- Vergiftungen, durch das Zentralnervensystem dämpfende Medikamente oder Drogen wie etwa durch das Zellgift Ethanol;
- Stromunfall[7][8]
- Dekompressionsunfall (zum Beispiel beim Tauchen)
- Infektionen oder Entzündungen des Nervensystems (zum Beispiel Meningitis);
- Encephalopathien (z. B.  Wernicke E., Hyponatriämische E., SREAT)
- erhöhter Hirndruck.

## Rechtliche Auswirkungen

### Zivilrecht
Bewusstseinsstörungen aller Art führen im Zivilrecht zur Unwirksamkeit von Rechtsgeschäften (§ 105 BGB), Affekthandlungen unter Umständen zu Deliktsunfähigkeit (§ 827 BGB). Für die Deliktsfähigkeit besteht aber eine Ausnahme beim Konsum von Alkohol („geistiges Getränk“) und berauschenden Mitteln: Hat sich der Schädiger freiwillig und in Kenntnis oder grob fahrlässiger Unkenntnis von der Rauschwirkung in einen Zustand versetzt, der die freie Willensbildung ausschließt, so handelt er trotzdem schuldhaft, § 827 Satz 2 BGB.

### Strafrecht
Unwillkürliches Verhalten im Zustand der Bewusstlosigkeit fällt im Strafrecht nicht unter den Begriff der Handlung.
Ist der Tatverdächtige psychisch krank, geistig behindert oder aber durch berauschende Mittel und Medikamente in einen die bewusste Wahrnehmung und freie Willensbetätigung ausschließenden Zustand geraten, so ist er bei Begehung einer Affekthandlung je nach Intensität/Ausprägung der Beeinträchtigung schuldunfähig (§ 20 StGB) oder vermindert schuldfähig (§ 21 StGB).
In Frage kommt aber dennoch eine Strafbarkeit wegen Vollrauschs (§ 323a StGB), sofern die tatsächliche oder wegen des Grundsatzes „in dubio pro reo“ nicht auszuschließende Schuldunfähigkeit auf Alkohol oder anderen Rauschmitteln beruht. Diese Vorschrift, die der NS-Gesetzgeber 1933 in das deutsche StGB eingefügt hat (siehe Artikel zum Vollrausch), steht im Konflikt mit dem Schuldprinzip, da sie strafrechtlich an das „Sich-Berauschen/Betrinken“ anknüpft und die schuldunfähig begangene Tat (z. B. Mord) nur als eine objektive Bedingung der Strafbarkeit berücksichtigt. Rechnung getragen wird diesen verfassungsrechtlichen Bedenken (das Schuldprinzip folgt aus dem Rechtsstaatsprinzip des Art. 20 Abs. 3 GG) mit dem Umstand, dass die Strafe aus § 323a StGB (Geldstrafe oder Freiheitsstrafe bis 5 Jahre) im Urteilsspruch nicht höher ausfallen darf, als es die Strafandrohung der „Rauschtat“ zulässt, § 323a Abs. 2 StGB. Eine weitere Möglichkeit, auch im Zustand der Schuldunfähigkeit die Vorwerfbarkeit herzustellen und damit eine Strafe zu ermöglichen, ist die umstrittene Rechtsfigur der „actio libera in causa“ (deutsch: eine in der Ursache freie Handlung). Dabei wird das vorwerfbare Element nicht in der Tatbegehung selbst gesehen, sondern in dem zeitlich vor dem Rausch gefassten Tatentschluss, die Straftat im Zustand der Schuldunfähigkeit zu begehen. Auch die actio libera in causa begegnet verfassungsrechtlichen Bedenken. So sieht man in ihr einen Verstoß gegen das strafrechtliche Koinzidenzprinzip (verankert im Art. 103 Abs. 2 GG), nach dem Tatbegehung und Schuld zeitlich parallel vorhanden sein müssen. Während man sich in der Literatur zahlreicher Begründungsmöglichkeiten bedient (actio libera in causa als Ausnahme vom Koinzidenzprinzip, Vorverlagerung der Strafbarkeit, Rauschtäter ist das schuldlose Werkzeug für denselben Täter im Normalzustand), die mehr oder weniger begründbar sind (siehe dazu den Hauptartikel zur actio libera in causa), lehnt die Rechtsprechung diese Rechtsfigur für eigenhändige Delikte wie § 316 und § 153 StGB gänzlich ab und enthält sich in den übrigen Fällen der Stellungnahme. Die Figur der fahrlässigen actio libera in causa indes ist überflüssig, da man z. B. bei einer versehentlichen Tötung eines Kindes durch einen volltrunkenen und damit nicht schuldfähigen Täter bei entsprechender Vorhersehbarkeit bereits in dem Antritt der Fahrt bzw. dem Betrinken unter der Gefahr einer Fahrt eine die Fahrlässigkeit begründende Sorgfaltspflichtwidrigkeit erblicken kann.
Nicht betroffen von dem Konflikt mit dem Schuldprinzip, weil von persönlicher Vorwerfbarkeit (= Schuld) unabhängig verhängbar, sind die Maßregeln der Besserung und Sicherung. Konkret kommen insbesondere die Unterbringung in einem psychiatrischen Krankenhaus (§ 63 StGB) oder in einer Entziehungsanstalt (§ 64 StGB) in Betracht.